# Championnat du Venezuela de football 2003-2004
Navigation
Saison 2002-2003 Saison 2004-2005
La saison 2003-2004 du championnat du Venezuela de football est la quarante-huitième édition du championnat de première division professionnelle au Venezuela et la quatre-vingt-quatrième saison du championnat national.
Le championnat est scindé en deux tournois saisonniers où les dix équipes engagées s'affrontent deux fois, à domicile et à l'extérieur. Le vainqueur de chaque tournoi participe à la finale nationale et obtient son billet pour la Copa Libertadores. Un classement cumulé des deux tournois permet de déterminer le troisième club participant à la Copa Libertaodres, les deux clubs qualifiés pour la Copa Sudamericana et les deux relégués en Segunda A.
C'est le Caracas FC, tenant du titre, qui remporte à nouveau la compétition, après avoir gagné les tournois Apertura et Clausura. C'est le septième titre de champion de l'histoire du club.

## Les clubs participants
| - Deportivo Italchacao - Caracas FC - Mineros de Guayana - UA Maracaibo - Trujillanos FC | - Monagas SC - Estudiantes de Mérida - Deportivo Táchira - Carabobo FC - Atlético El Vigía - Promu de Segunda A |

## Compétition
Le barème utilisé pour établir les différents classements est le suivant :
- Victoire : 3 points
- Match nul : 1 point
- Défaite : 0 point

### Tournoi Apertura
| Rang | Équipe                | Pts | J  | G  | N | P  | Bp | Bc | Diff |
| ---- | --------------------- | --- | -- | -- | - | -- | -- | -- | ---- |
| 1    | Caracas FCT           | 36  | 18 | 10 | 6 | 2  | 34 | 15 | +19  |
| 2    | Deportivo Táchira     | 36  | 18 | 10 | 6 | 2  | 25 | 15 | +10  |
| 3    | Mineros de Guayana    | 36  | 18 | 11 | 3 | 4  | 23 | 14 | +9   |
| 4    | UA Maracaibo          | 23  | 18 | 6  | 5 | 7  | 16 | 12 | +4   |
| 5    | Deportivo Italchacao  | 23  | 18 | 6  | 5 | 7  | 22 | 23 | -1   |
| 6    | Trujillanos FC        | 20  | 18 | 5  | 5 | 8  | 14 | 18 | -4   |
| 7    | Atlético El VigíaP    | 19  | 18 | 4  | 7 | 7  | 18 | 28 | -10  |
| 8    | Carabobo FC           | 18  | 18 | 4  | 6 | 8  | 21 | 26 | -5   |
| 9    | Monagas SC            | 18  | 18 | 4  | 6 | 8  | 17 | 27 | -10  |
| 10   | Estudiantes de Mérida | 15  | 18 | 4  | 3 | 11 | 14 | 26 | -12  |

|  | Qualification pour la Copa Libertadores 2005 et la finale nationale |

### Torneo Clausura
| Rang | Équipe                | Pts | J  | G  | N  | P  | Bp | Bc | Diff |
| ---- | --------------------- | --- | -- | -- | -- | -- | -- | -- | ---- |
| 1    | Caracas FCT           | 42  | 18 | 13 | 3  | 2  | 36 | 10 | +26  |
| 2    | Deportivo Táchira     | 34  | 18 | 10 | 4  | 4  | 35 | 24 | +11  |
| 3    | Carabobo FC           | 32  | 18 | 10 | 2  | 6  | 25 | 19 | +6   |
| 4    | Mineros de Guayana    | 24  | 18 | 6  | 6  | 6  | 23 | 21 | +2   |
| 5    | Monagas SC            | 23  | 18 | 5  | 8  | 5  | 16 | 14 | +2   |
| 6    | Estudiantes de Mérida | 23  | 18 | 6  | 5  | 7  | 28 | 32 | -4   |
| 7    | Deportivo Italchacao  | 20  | 18 | 5  | 5  | 8  | 19 | 27 | -8   |
| 8    | Trujillanos FC        | 18  | 18 | 2  | 12 | 4  | 11 | 15 | -4   |
| 9    | UA Maracaibo          | 17  | 18 | 3  | 8  | 7  | 17 | 24 | -7   |
| 10   | Atlético El VigíaP    | 8   | 18 | 1  | 5  | 12 | 13 | 37 | -24  |

|  | Qualification pour la Copa Libertadores 2005 et la finale nationale |

### Classement cumulé
| Rang | Équipe                | Pts | J  | G  | N  | P  | Bp | Bc | Diff |
| ---- | --------------------- | --- | -- | -- | -- | -- | -- | -- | ---- |
| 1    | Caracas FCT Ap Cl     | 78  | 36 | 23 | 9  | 4  | 70 | 25 | +45  |
| 2    | Deportivo Táchira     | 70  | 36 | 20 | 10 | 6  | 61 | 40 | +21  |
| 3    | Mineros de Guayana    | 60  | 36 | 17 | 9  | 10 | 46 | 35 | +11  |
| 4    | Carabobo FC           | 50  | 36 | 14 | 8  | 14 | 46 | 45 | +1   |
| 5    | Deportivo Italchacao  | 43  | 36 | 11 | 10 | 15 | 41 | 50 | -9   |
| 6    | Monagas SC            | 41  | 36 | 9  | 14 | 13 | 33 | 41 | -8   |
| 7    | UA Maracaibo          | 40  | 36 | 9  | 13 | 14 | 33 | 36 | -3   |
| 8    | Trujillanos FC        | 38  | 36 | 7  | 17 | 12 | 25 | 33 | -8   |
| 9    | Estudiantes de Mérida | 38  | 36 | 10 | 8  | 18 | 42 | 58 | -16  |
| 10   | Atlético El VigíaP    | 27  | 36 | 5  | 12 | 19 | 31 | 65 | -34  |

|  | Qualification pour la Copa Libertadores 2005     |
|  | Qualification pour la Copa Sudamericana 2004     |
|  | Participation au barrage de promotion-relégation |
|  | Relégation directe en Segunda A                  |

#### Finale pour le titre
- Il n'y a pas de finale cette saison car Caracas FC a remporté à la fois les tournois Apertura et Clausura.

#### Barrage de promotion-relégation
Le 9e du classement affronte le vice-champion de Segunda A pour déterminer le dernier club participant au championnat la saison prochaine.
| Équipe 1                  | Résultat | Équipe 2              | Aller | Retour |
| ------------------------- | -------- | --------------------- | ----- | ------ |
| Deportivo Anzoátegui (D2) | 1 - 3    | Estudiantes de Mérida | 0 - 2 | 1 - 1  |

- Les deux clubs se maintiennent dans leur championnat respectif.

## Bilan de la saison
| Championnat du Venezuela de football 2003-2004 |                       |
| Champion                                       | Caracas FC (7e titre) |
| Coupes et trophées                             |                       |
| Vainqueur de la Coupe du Venezuela 2003-2004   | Non disputée          |
| Qualifications continentales                   |                       |
| Copa Libertadores 2005                         | Caracas FC            |
| Copa Libertadores 2005                         | Deportivo Táchira     |
| Copa Libertadores 2005                         | Mineros de Guayana    |
| Copa Sudamericana 2004                         | Carabobo FC           |
| Copa Sudamericana 2004                         | Deportivo Italchacao  |
| Promotions et relégations                      |                       |
| Promus en Primera División                     | Maritimo Caracas      |
| Relégués en Segunda A                          | Atlético El Vigía     |